# Ananteris intermedia
Espèce
Ananteris intermedia est une espèce de scorpions de la famille des Ananteridae.

## Distribution
Cette espèce est endémique de Guyane. Elle se rencontre vers Saint-Jean-du-Maroni.

## Description
Le mâle holotype mesure 9,3 mm.

## Systématique et taxinomie
Cette espèce a été décrite par Lourenço en 2012.

## Publication originale
- Lourenço, 2012 : « Humiculous scorpions: On the genera Ananteris Thorell, 1891 and Microananteris Lourenço, 2004 (Scorpiones: Buthidae), with the description of a new species from French Guiana. » Comptes Rendus Biologies, vol. 335, no 8, p. 555-561.